# Ucieczka do Egiptu (obraz Jacopa Tintoretta)
Ucieczka do Egiptu (wł. Fuga in Egitto) – obraz włoskiego malarza Jacopa Tintoretta.
Na parterze Scuola Grande di San Rocco, Tintoretto namalował kilka obrazów charakteryzujących się niestarannym wykonaniem, spowodowanym pewnie pośpiechem i dość zaskakującą kompozycją. Mankamenty widać głównie w Zwiastowaniu i w Ucieczce do Egiptu. W tym drugim uciekające postacie zostały przedstawione frontalnie, przy samej krawędzi po lewej stronie. Większość obrazu zajmuje pejzaż. Z prawej stronie Tintoretto przedstawił chatę, jakby na skraju miasta widocznego daleko w tle, a wokół niej ludzi oddających się codziennym zajęciom. Postacie Świętej Rodziny emanują dynamiką, ekspresją; widz ma wrażenie że zaraz wyjdą z rogu obrazu.